# Сидоренко, Кирилл Владимирович (хоккеист)
Кирилл Владимирович Сидоренко (род. 30 марта 1983, Омск) — российский хоккеист, крайний нападающий.

## Биография
Родился 30 марта 1983 года в Омске. Воспитанник «Авангарда». Первую игру провёл за клуб «Зауралье» (Курган). В 2002 году на драфте НХЛ был выбран под 180-м номером клубом «Даллас Старз».
Затем выступал в российской Суперлиге за новосибирскую «Сибирь». Потом в кемеровской «Энергии» и снова «Зауралье». Потом играл в Самаре, Москве, Саратове, Ижевске и снова Кургане.
С 2012 года играл за казахстанские клубы.